# Anthony Quayle
John Anthony Quayle (Ainsdale (Sefton), 7 september 1913 – Londen, 20 oktober 1989) was een Engels acteur. Hij werd in 1970 genomineerd voor zowel een Oscar als een Golden Globe voor zijn bijrol als Thomas Wolsey in de historische dramafilm Anne of the Thousand Days. Quayle won in 1975 daadwerkelijk een Primetime Emmy Award voor zijn rol als Tom Banniester in de miniserie QB VII en werd in 1981 opnieuw voor die prijs genomineerd voor zijn bijrol als Rubrius Gallus in de miniserie Masada. Ook werd hij in 1959 genomineerd voor de BAFTA Award voor beste Britse acteur, voor zijn hoofdrol als Captain van der Poel in de oorlogs-dramafilm Ice Cold in Alex.
Quayle werd in 1952 benoemd tot Commandeur in de Orde van het Britse Rijk omwille van zijn verdiensten voor drama. In 1985 werd hij bevorderd tot Knight Bachelor. Quayles autobiografie Time to Speak verscheen in 1990.

## Filmografie
*Exclusief 21 televisiefilms
| - The Princess and the Cobbler (1993, stem) - King of the Wind (1990) - Magdalene (1988) - Buster (1988) - La leggenda del santo bevitore (1988) - Murder by Decree (1979) - Holocaust 2000 (1977) - The Eagle Has Landed (1976) - The Tamarind Seed (1974) - Bequest to the Nation (1973) - Everything You Always Wanted to Know About Sex* (*But Were Afraid to Ask) (1972) - Anne of the Thousand Days (1969) - Before Winter Comes (1969) - Mackenna's Gold (1969) - Incompreso (Vita col figlio) (1966) - Poppies Are Also Flowers (1966) - A Study in Terror (1965) - Operation Crossbow (1965) - East of Sudan (1964) | - The Fall of the Roman Empire (1964) - Lawrence of Arabia (1962) - H.M.S. Defiant (1962) - The Guns of Navarone (1961) - The Challenge (1960) - Tarzan's Greatest Adventure (1959) - Serious Charge (1959) - Ice Cold in Alex (1958) - The Man Who Wouldn't Talk (1958) - No Time for Tears (1957) - Woman in a Dressing Gown (1957) - The Wrong Man (1956) - The Battle of the River Plate (1956) - Oh... Rosalinda!! (1955) - Train of Events (1949) - Saraband for Dead Lovers (1948) - Hamlet (1948) - Pygmalion (1938) - Moscow Nights (1935) |

## Televisieseries
*Exclusief eenmalige gastrollen
- The Bourne Identity – François Villiers (1988, miniserie)
- The Last Days of Pompeii – Quintus (1984, drie afleveringen – miniserie)
- The Manions of America – Lord Montgomery (1981 – miniserie)
- Masada – Rubrius Gallus (1981, vier afleveringen – miniserie)
- Moses the Lawgiver – Aaon (1974, miniserie)
- QB VII – Tom Banniester (1974, twee afleveringen – miniserie)
- The Six Wives of Henry VIII – Verteller (1970, zes afleveringen – miniserie)
- Strange Report – Adam Strange (1969-1970, zestien afleveringen)
- ITV Play of the Week – Verschillende (1961-1965, drie afleveringen)
- Armchair Theatre – Verschillende (1959-1961, drie afleveringen)

## Privé
Quayle trouwde in 1947 met de Amerikaanse actrice Dorothy Hyson, zijn tweede echtgenote. Hij bleef bij haar tot aan zijn overlijden. Samen kregen ze dochters Jenny en Rosanna en zoon Christopher. Quayle trouwde in 1934 al eens met de Engelse actrice Hermione Hannen, maar dat huwelijk eindigde in 1941 in een scheiding.
- Biblioteca Nacional de España: XX1298158
- Bibliothèque nationale de France: cb138987371 (data)
- Gemeinsame Normdatei: 119055481
- International Standard Name Identifier: 0000 0001 2129 1247
- Library of Congress Control Number: n81024775
- MusicBrainz: 121a5f8d-97a1-4777-957d-5ec1d50cb226
- Nationale Bibliotheek van Tsjechië: xx0162652
- Nationale bibliotheek van Australië: 35716239
- Nationale Bibliotheek van Israël: 987007297544805171
- Nederlandse Thesaurus van Auteursnamen: 069926530
- SNAC: w6hq678g
- Système universitaire de documentation: 059516321
- Trove: 1055200
- Virtual International Authority File: 39563018
- WorldCat: E39PBJptWvJkgYyXQDVHyhXWXd